# Poil (groupe)
 (juillet 2019).
 (juillet 2019).
Si vous disposez d'ouvrages ou d'articles de référence ou si vous connaissez des sites web de qualité traitant du thème abordé ici, merci de compléter l'article en donnant les références utiles à sa vérifiabilité et en les liant à la section « Notes et références ».
Pour les articles homonymes, voir Poil et Poil (homonymie).
PoiL est un groupe de musique (avant-prog / rock progressif / zeuhl / rock in opposition) fondé en 2006 et originaire de Lyon. Il est composé de trois musiciens : Antoine Arnera (clavier - chant), Boris Cassone (basse - chant) et Guilhem Meier (batterie - chant).

## Biographie
PoiL est constitué de trois musiciens aux parcours atypiques et dont les inspirations musicales sont multiples. Le trio a démarré sans projet clairement préétabli et avec pour principale ambition de créer et interpréter une musique libérée de toute contrainte esthétique. Ils composent une musique expressive et ils sont reconnaissables par leur énergie lors des concerts.
Le groupe a tout d'abord mêlé compositions originales et reprises, adaptant des musiques comme une étude de Frédéric Chopin, Milk it de Nirvana, la Musica Ricercata de György Ligeti, ou encore Ondine de Maurice Ravel. Le projet a beaucoup évolué depuis sa création, passant par différentes étapes. Au départ acoustique (piano, contrebasse, batterie), le trio a souvent été apparenté à un groupe de Jazz à ses débuts et a été diffusé dans ce réseau là au début bien qu'il soit difficile de lui mettre une étiquette de par la pluralité de ses influences loin de tout cloisonnement esthétique. Plus tard, le groupe ajoute une dimension vocale au projet pour ces possibilités mélodiques et pour son aspect purement sonore. Ce n'est qu'en 2009 que PoiL décide de poursuivre en électrifiant le son. Le piano devient clavier et la contrebasse devient basse électrique. Ce changement est une conséquence directe et logique du discours musical développé, donnant à PoiL une plus grande adéquation entre ses aspirations artistiques et son mode d'expression instrumental. PoiL élargit ensuite sa palette avec du son électronique, par l'utilisation des claviers et d'un ordinateur permettant de faire de la synthèse ou manipuler des samples en direct.
Après quatre années de développement, entre concerts, répétitions et enregistrement, le trio a peaufiné son caractère et sa cohésion. C'est en 2011 que PoiL va croiser le chemin de Clément Dupuis qui décide alors de prendre en charge la diffusion du groupe, lui permettant de passer une nouvelle étape et de sortir de son berceau originel et de rejoindre le collectif naissant Dur et Doux. C’est également au travers du collectif Dur et Doux que PoiL va sortir son deuxième opus Dins o Cuol en 2012 et troisième Brossaklitt en 2014.
Fin avril 2019, le groupe sort un nouvel album Sus ,, inspiré par les patois des pays d'Oc et les poésies Occitanes provençales et béarnaises de Max Rouquette et Théodore Aubanel. Les compositions puisent dans un large champ d'inspiration : chants polyphoniques occitans, contrepoint de la Renaissance, musique répétitive et jeux de filtrages buccaux inspirés par le Stimmung.

## Membres
- Antoine Arnera : clavier, chant
- Boris Cassone : basse
- Guilhem Meier : batterie

## Influences reconnues par le groupe
Karlheinz Stockhausen, Fuck'n rad, Beastie Boys, Nirvana, les polyphonies pygmées, Frédéric Chopin, Ludwig van Beethoven, György Ligeti, Kurt Schwitters, Norman Maclaren, Battles, Frank Zappa, Laurent Dehors, Moha, Ni, le Gamelan Balinnais, Mr Bungle, Magma, Zu...